# Centaurea chrysolepis
Centaurea chrysolepis — вид квіткових рослин айстрових (Asteraceae). Ареал: Болгарія, Боснія і Герцеговина, Чорногорія, Сербія, Косово.